# Coronigoniella ostenta
Coronigoniella ostenta är en insektsart som beskrevs av Young 1977. Coronigoniella ostenta ingår i släktet Coronigoniella och familjen dvärgstritar. Inga underarter finns listade i Catalogue of Life.